# Altishahr
L'Altishahr (écriture ouïghoure : آلتی شهر, écriture ouïghoure cyrillique : Алтә-шәһәр, écriture ouïghoure latine : Altä-şähär or Alti-şähär, écriture ouïghoure arabisée : ئالتە شەھەر) est un nom utilisé aux XVIIIe et XIXe siècles pour désigner la région du bassin du Tarim. Ce terme signifie les « six villes »,,,,, en langues turques et fait référence aux villes-oasis situées sur le bord du Tarim, dans le sud de l'actuelle province chinoise du Xinjiang. Six villes (Altishahr) est synonyme de Kashgarie.

## Étymologie
Altishahr est dérivé du mot turc alti, qui signifie « six » et du mot persan shahr, pour « ville ». Ce nom a été utilisé par les habitants turcophones du bassin du Tarim aux XVIIIe et XIXe siècles. Parmi les autres termes locaux utilisés pour désigner cette région, on trouve Dorben Shahr, les « quatre villes » et Yeti Shahr, les « sept villes »,.
Le terme d'Altishahr est adopté par certaines sources occidentales au XIXe siècle, mais d'autres sources/auteurs occidentaux utilisent « Kashgarie » pour désigner la même région. Les sources Qing utilisent principalement le terme Nanlu, ou Circuit du Sud, pour désigner cette région. Il existe également d'autres termes Qing moins utilisés, comme Huijiang (la « frontière musulmane »), Huibu (la « zone tribale musulmane ») et Bacheng (les « huit villes »), ou Nanjiang.

## Géographie de la région et lien avec le Xinjiang

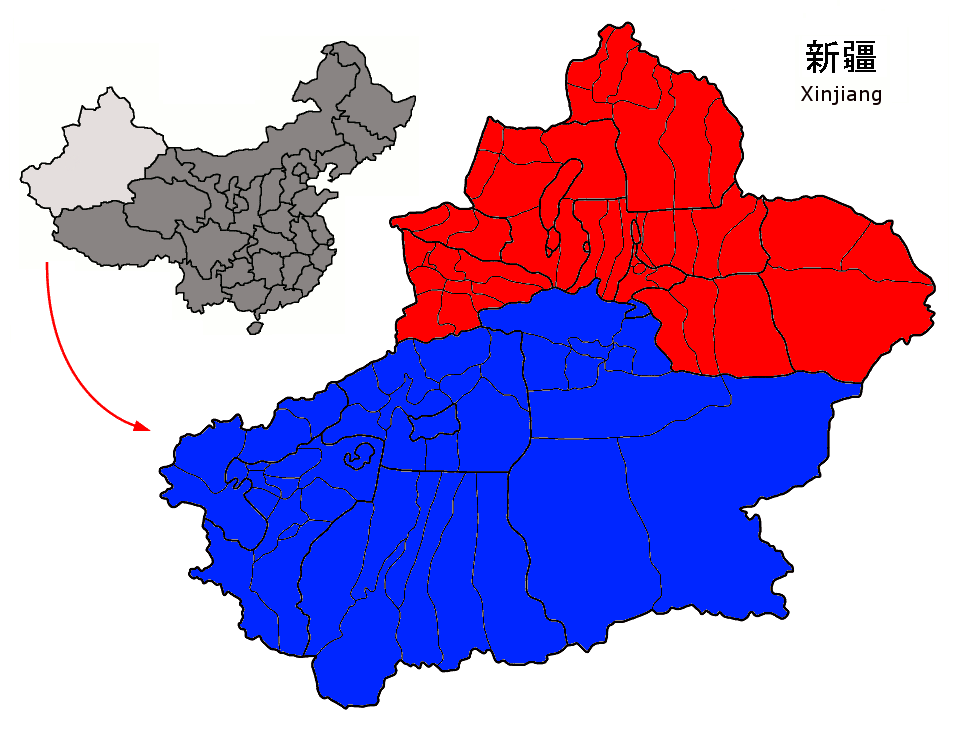
Carte de la Dzoungarie (en rouge) et du bassin du Tarim (en bleu)

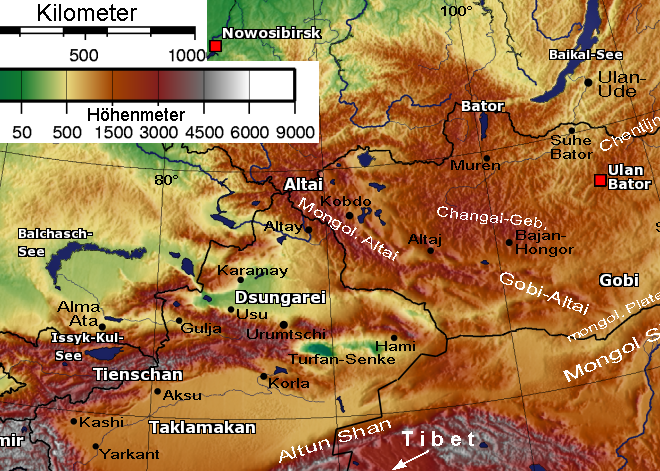
Carte montrant la séparation de la Dzoungarie et du bassin du Tarim (Taklamakan) par les monts Tian Shan

D'un point de vue géographique, l'Altishahr fait référence au bassin du Tarim, dans le sud du Xinjiang. Que ce soit d'un point de vue historique, géographique ou ethnique, le Tarim a toujours été distinct du bassin de la Dzoungarie, situé dans le nord du Xinjiang. Au moment de la conquête de la région par les Qing en 1759, la Dzoungarie est habitée par les Dzoungars, un peuple de nomades qui fait partie des Mongols Oirats et pratique le bouddhisme tibétain. Le bassin du Tarim est lui habité par des agriculteurs musulmans sédentaires implanté dans des oasis et turcophones. Ces musulmans sont aujourd'hui connus sous le nom de Ouïghours. Les deux régions sont gouvernées comme des circuits séparés, jusqu'à ce que le Xinjiang soit transformé en une province unifiée en 1884.

## Onomastique

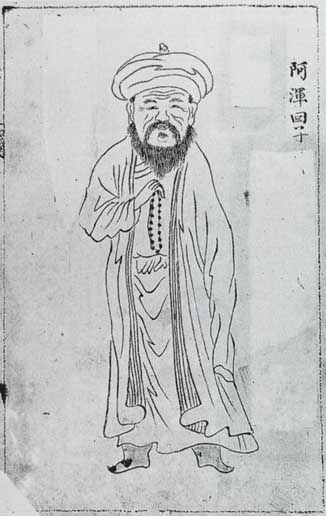
Dessin représentant un turc musulman de l'Altishahr, sous la dynastie Qing.

Au XVIIIe siècle, avant la conquête du Xinjiang par les Qing en 1759, les villes-oasis du Tarim ne sont pas gouvernées par une structure politique et le terme « Altishahr » ne fait pas référence à des villes spécifiques mais à la région en général. Malgré cela, les visiteurs étrangers arrivant dans la région essayent d'identifier les « six villes » et proposent diverses listes.
Pour l'archéologue et explorateur allemand Albert von Le Coq, ces villes sont : (1) Kashgar, (2) Maralbexi (Maralbashi, Bachu), (3) Aksu (Aqsu), (4) Yengisar (Yengi Hisar), (5) Yarkant (Yarkand, Shache) et (6) Khotan, avec Kargilik (Yecheng) comme alternative à Aksu. Par la suite, l'historien russe Vassili Barthold modifie cette liste en remplaçant Yengisar par Kucha (Kuqa).
Le terme « sept villes » a pu être utilisé après la prise de Turpan (Turfan) par Yaqub Beg, lors de la guerre sacrée des Āfāqī Khojas et fait référence à (1) Kashgar, (2) Yarkant, (3) Khotan, (4) Uqturpan (Uch Turfan), (5) Aksu, (6) Kucha, et (7) Turpan.
Le terme « huit villes » (Шәкиз Шәһәр Şäkiz Şähār) est peut-être une traduction turque du terme chinois Qing Nanlu Bajiang, qui signifie littéralement « les huit villes du circuit sud ». Ces huit villes sont (1) Kashgar, (2) Yengisar, (3) Yarkant et (4) Khotan à l'ouest et (5) Uqturpan, (6) Aksu, (7) Karasahr (Qarashahr, Yanqi) et (8) Turpan à l'est.
Enfin, selon l'archéologue et explorateur Aurel Stein ; au début du XXe siècle, les administrateurs de la dynastie Qing utilisent le mot « Altishahr » pour décrire les villes-oasis situées autour de Khotan : (1) Khotan, (2) Yurungqash, (3) Karakax (Qaraqash, Moyu), (4) Qira (Chira, Cele), (5) Keriya (Yutian), et un sixième endroit non identifié.

## Histoire
Jusqu'au VIIIe siècle apr. J.-C., une grande partie du bassin du Tarim est habitée par les Tokhariens, un peuple indo-européen et qui a construit des cités-états dans les oasis situées au bord du Désert du Taklamakan. L'effondrement du khaganat ouïgour, situé dans la région qui correspond actuellement à la Mongolie, et l'installation de la diaspora Ouïgoure dans le Tarim, entrainent la prédominance des langues et peuples turcs. Sous le règne des Qarakhanides, une grande partie des habitants de la région se convertissent à l'Islam. Du XIIIe au XVIe siècle, le Tarim occidental fait partie des grands empires turco-mongols qui dominent la région : Khanat de Djaghataï, Empire timouride et enfin le Mogholistan. Au XVIIe siècle, c'est le Khanat de Yarkand qui règne sur l'Altishahr jusqu'à sa conquête par les Dzoungars bouddhistes, venu de la Dzoungarie, au nord.

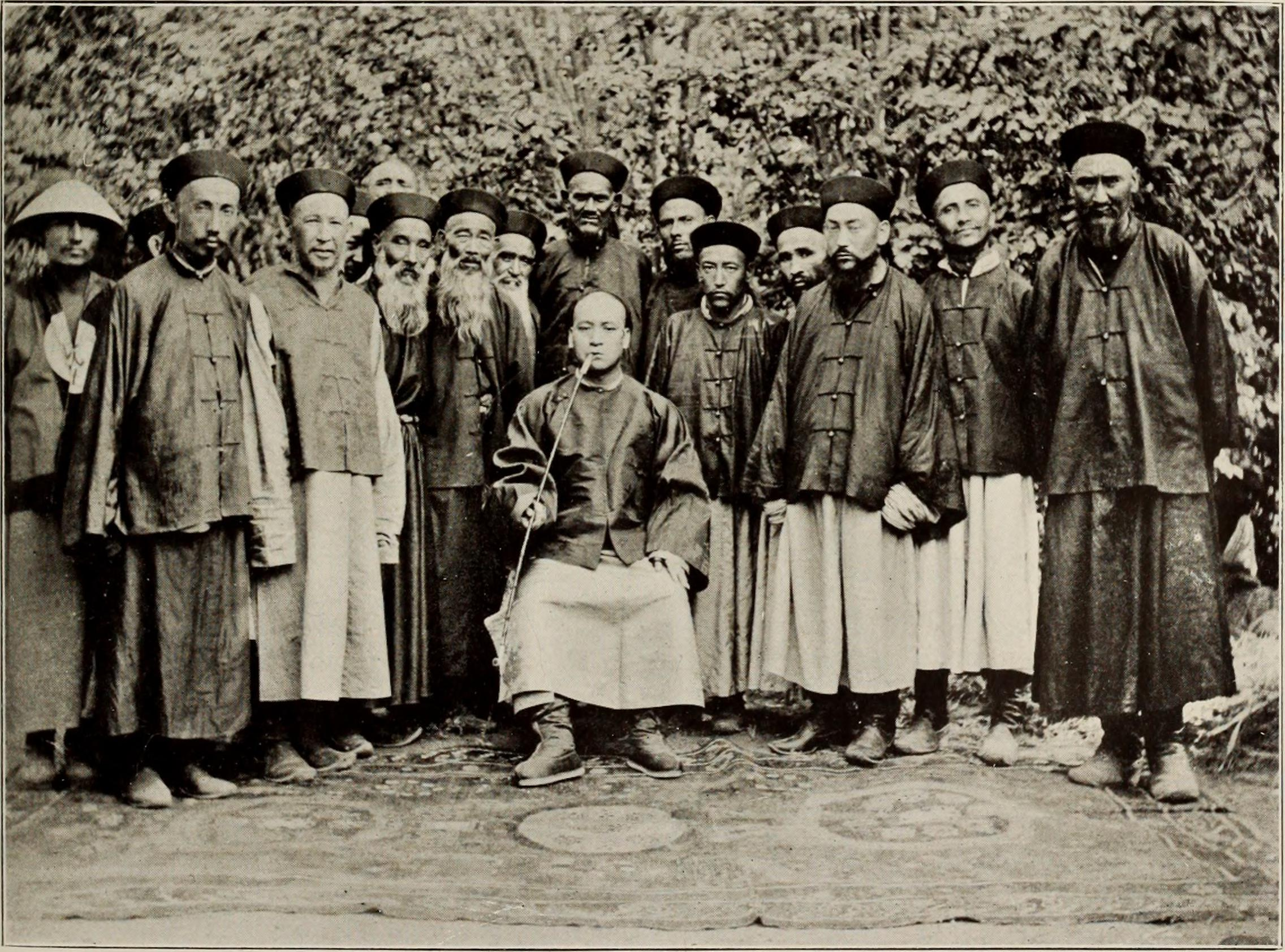
L'amban des qing entouré par les begs, représentants locaux à Khotan

Durant les années 1750, la région est conquise par la Chine des Qing, après la victoire de ces derniers dans leur lutte contre le Khanat dzoungar. Pendant presque un siècle et demi, les Qing administrent séparément la Dzoungarie et l'Altishahar, comme étant respectivement les circuits nord et sud de Tian Shan,,,. Malgré cette séparation administrative, les deux régions sont sous le contrôle du général d'Ili. Il y a un amban pour chacune de ces deux régions, celui du Sud était basé à Khotan. Le circuit sud (Tianshan Nanlu) est également connu sous les noms de Huibu (回部 litt : Région musulmane), Huijiang (回疆 litt : Frontière musulmane), Turkestan chinois, Kashgarie, Petite Boukharie ou Turkestan oriental. Après avoir étouffé la révolte des Dounganes à la fin du XIXe siècle, les Qing fusionnent les deux circuits pour créer la province du Xinjiang en 1884. Depuis lors, le terme de « Xinjiang » est utilisé par la République de Chine, puis la République populaire de Chine pour désigner l'ensemble de la zone et « Xinjiang du Sud » a remplacé « Altishahr » comme nom pour cette région.